# Wannsee
Wannsee er et område i bydelen Steglitz-Zehlendorf i Berlin, Tyskland. Området har sit navn efter søen Großer Wannsee.
I slutningen af 1800-tallet udviklede Wannsee sig til et mondænt villakvarter, hvilket det fortsat er. Flere kendte tyskere har boet her, bl.a. Willy Brandt og Claus Schenk von Stauffenberg. Kvarteret er dog mest kendt for at have dannet rammen om Wannsee-konferencen, der afholdtes 20. januar 1942 i en villa i området. Konferencen kaldes ofte for begyndelsen på holocaust. I dag er Villa Wannsee omdannet til museum.
Wannsee er i dag et populært turistmål for berlinerne. Området rummer bl.a. Strandbad Wannsee, ligesom flere sejl-, yacht og roklubber har klubhus ved søen. 